# Crivești (Strunga), Iași
Crivești este un sat în comuna Strunga din județul Iași, Moldova, România.